# Hrabstwo Barren
Hrabstwo Barren (ang. Barren County) – hrabstwo w stanie Kentucky w Stanach Zjednoczonych. Obszar całkowity hrabstwa obejmuje powierzchnię 499,93 mil² (1294,81 km²). Według spisu United States Census Bureau w roku 2010 miało 42 173 mieszkańców.
Hrabstwo powstało w 1799 roku. 
Na jego terenie znajdują się:
- miejscowości – Cave City, Glasgow, Park City,

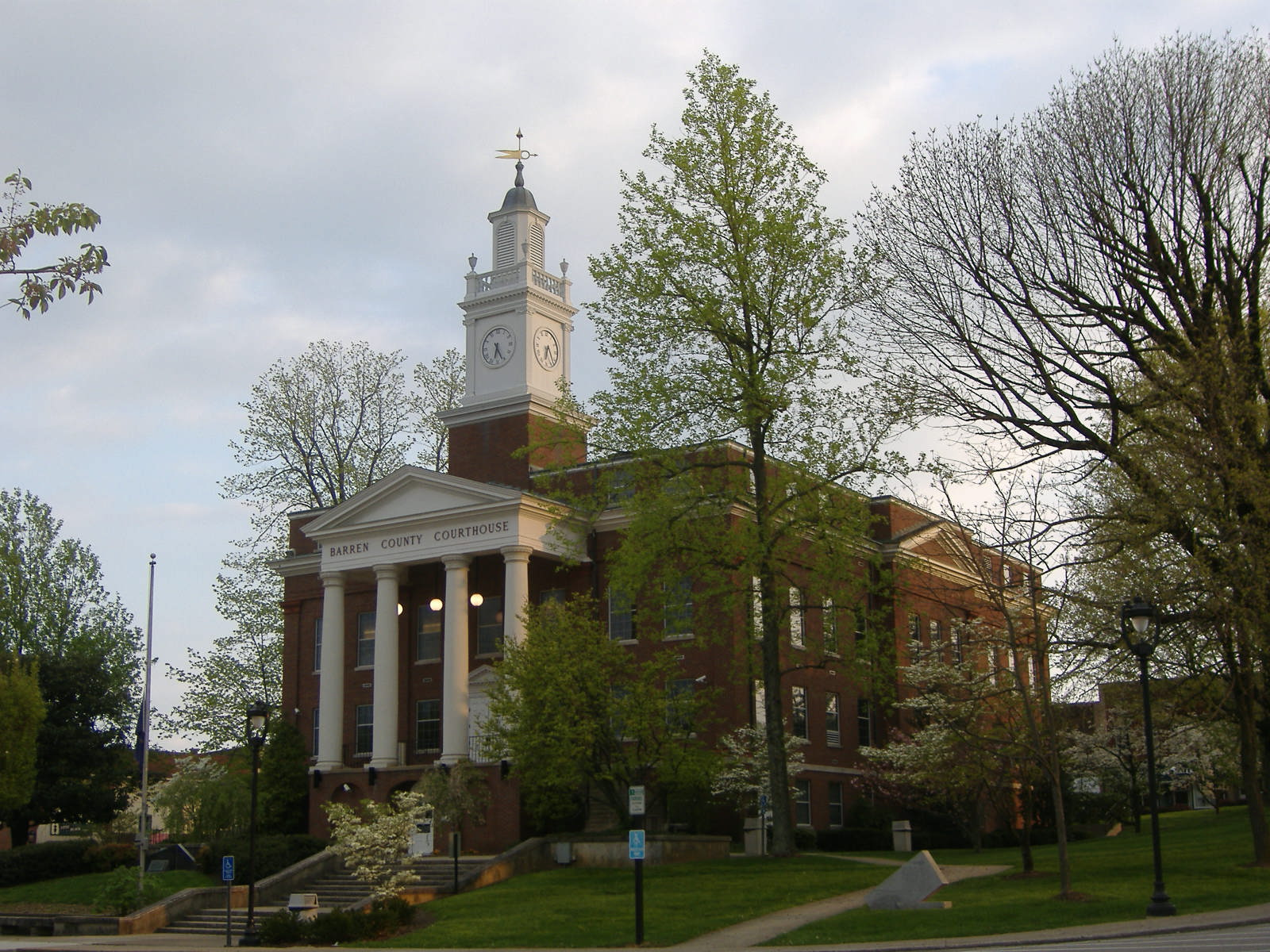
Budynek administracji (courthouse) w Glasgow

- CDP – Hiseville.

| Populacja hrabstwa w poprzednich latach | Populacja hrabstwa w poprzednich latach |
| Rok                                     | Liczba ludności                         |
| --------------------------------------- | --------------------------------------- |
| 1980                                    | 33 713                                  |
| 1990                                    | 34 001                                  |
| 2000                                    | 38 033                                  |
| 2010                                    | 42 173                                  |